# Аллей-уп
Аллей-уп (англиц. от alley-oop), наве́с, «парашю́т» — элемент атакующей игры в баскетболе, при котором один игрок нападения отдаёт навесную передачу в сторону кольца, а другой в одном прыжке ловит мяч и, не приземляясь, отправляет его в корзину, как правило, броском сверху.
Первые аллей-упы датируются серединой 1960 годов, а изобретателями этого игрового элемента принято считать Эла Такера и его брата Джеральда, выступавших вместе за команду Баптистского Университета Оклахомы. В НБА игроки стали регулярно разыгрывать аллей-упы с 1990 годов, сейчас этот элемент игры продолжает набирать всё большую и большую популярность. Пасующим обычно выступает разыгрывающий защитник, а в качестве принимающих чаще всего используются высокорослые игроки передней линии. Для успешного аллей-упа необходим как точный пас отдающего, так и достаточный рост вкупе с прыгучестью и координацией принимающего.
Аллей-уп считается элементом высочайшего класса игры в баскетбол и применяется не только во время матчей, но и на конкурсах по броскам сверху, например, в конкурсе по броскам сверху в рамках звёздного уикенда НБА.

## Происхождение термина
Термин «аллей-уп» происходит от французского термина Allez hop! — крик циркового акробата перед прыжком.

## В массовой культуре
В фильме 2008 года «Полупрофессионал» герой Джеки Муна, которого играет Уилл Феррелл, изобретает аллей-уп после того, как потерял сознание и поговорил со своей покойной матерью на небесах. Толпа и дикторы остались в оцепенении, не в силах понять, что произошло. Судья был ошеломлён, чувствуя, что должен был быть фол, а может быть, даже два фола. Моникс, которого играет Вуди Харрельсон, ломает механику игры и убеждает судью, что это стоит два очка. Новый элемент игры позволяет команде сплотиться и в конечном итоге победить «Сан-Антонио Спёрс».